# Chwałowice (województwo mazowieckie)
Chwałowice – wieś w Polsce położona w województwie mazowieckim, w powiecie radomskim, w gminie Iłża. Ma status sołectwa.
| SIMC    | Nazwa            | Rodzaj    |
| ------- | ---------------- | --------- |
| 0622606 | Chwałowice Dolne | część wsi |
| 0622629 | Nowa Wieś        | część wsi |
| 0622635 | Opocznie         | część wsi |
| 0622641 | Podjedlanka      | część wsi |
| 0622598 | Podole           | część wsi |

Były wsią biskupstwa krakowskiego w województwie sandomierskim w ostatniej ćwierci XVI wieku.
We wsi znajduje się Centrum Kształcenia Ustawicznego (zespół szkół ponadgimnazjalnych) oraz Pokazowe Gospodarstwo Ekologiczne zorganizowane przez Centrum Doradztwa Rolniczego w Brwinowie Oddział w Radomiu.
W PGE Chwałowice prowadzone jest modelowe gospodarstwo ekologiczne z produkcją bydła mięsnego ras Limousine i Hereford, pasieka, uprawy zbóż w tym pszenicy orkisz, warzyw, ziemniaków. W gospodarstwie można zobaczyć unikalne maszyny dostosowane do produkcji ekologicznej jak wypalacz płomieniowy, opielacz szczotkowy, brony drgające. Prowadzone jest także przetwórstwo zbóż na małą skalę.
Wierni Kościoła rzymskokatolickiego należą do parafii Wniebowzięcia Najświętszej Maryi Panny w Iłży.

## Historia
Słownik geograficzny Królestwa Polskiego wymienia Chwałowice jako wieś i folwark majorat w powiecie Iłżeckim, gminie Krzyżanowice, parafii Iłża. Zapis z kronik Długosza pozwala lokować wieś Chwałowice (wg Długosza Phalowycze) w roku 1372 tj. XIV w.(kod kat.krak.II, 46)
W połowie XV wieku jak odnotował Długosz wieś była własnością biskupów krakowskich miała 9 łanów kmiecych i folwark rycerski. Dziesięcinę (do 8 grzywien) pobierał pleban z Iłży.
W drugiej połowie XIX w wieś posiadała ziemi dworskiej 350 mórg, ziemi włościańskiej 1195 mórg, 47 domów i 408 mieszkańców.
W latach 1975–1998 miejscowość administracyjnie należała do województwa radomskiego.